# Stati federati del Messico per indice di sviluppo umano
     0.800 – 1.000 (molto alto)
     0.700 - 0.799 (alto)

Stati messicani per indice HDI, 2019.
0.800 – 1.000 (molto alto)
0.700 - 0.799 (alto)

Questa è una lista degli Stati federati del Messico per indice di sviluppo umano 2018.
| Very High Human Development | Very High Human Development | Very High Human Development | Very High Human Development |
| Posizione                   | Stati                       | 2018 HDI                    | Comparabile con             |
| --------------------------- | --------------------------- | --------------------------- | --------------------------- |
| 1                           | Città del Messico           | 0.827                       | Argentina                   |
| 2                           | Bassa California            | 0.803                       | Malaysia                    |
| High Human Development      |                             |                             |                             |
| 3                           | Bassa California del Sud    | 0.799                       | Serbia                      |
| 3                           | Nuevo León                  | 0.799                       | Serbia                      |
| 5                           | Sonora                      | 0.798                       | Serbia                      |
| 5                           | Sinaloa                     | 0.798                       | Serbia                      |
| 7                           | Coahuila                    | 0.791                       | Albania                     |
| 8                           | Aguascalientes              | 0.790                       | Albania                     |
| 9                           | Tamaulipas                  | 0.786                       | Georgia                     |
| 10                          | Colima                      | 0.782                       | Sri Lanka                   |
| 10                          | Jalisco                     | 0.782                       | Sri Lanka                   |
| 10                          | Querétaro                   | 0.782                       | Sri Lanka                   |
| 13                          | Chihuahua                   | 0.779                       | Sri Lanka                   |
| 14                          | Quintana Roo                | 0.777                       | Saint Kitts e Nevis         |
| 14                          | Messico                     | 0.777                       | Saint Kitts e Nevis         |
| 16                          | Nayarit                     | 0.772                       | Bosnia ed Erzegovina        |
| 17                          | Morelos                     | 0.770                       | Bosnia ed Erzegovina        |
| 18                          | Tabasco                     | 0.768                       | Bosnia ed Erzegovina        |
| 18                          | Yucatán                     | 0.768                       | Bosnia ed Erzegovina        |
| -                           | Messico (media)             | 0.767                       | Bosnia ed Erzegovina        |
| 20                          | Tlaxcala                    | 0.765                       | Thailandia                  |
| 20                          | Campeche                    | 0.765                       | Thailandia                  |
| 22                          | Durango                     | 0.764                       | Thailandia                  |
| 23                          | Zacatecas                   | 0.758                       | Cina                        |
| 24                          | Hidalgo                     | 0.754                       | Azerbaigian                 |
| 24                          | San Luis Potosí             | 0.754                       | Azerbaigian                 |
| 26                          | Guanajuato                  | 0.751                       | Ucraina                     |
| 27                          | Michoacán                   | 0.739                       | Tunisia                     |
| 28                          | Veracruz                    | 0.738                       | Tunisia                     |
| 29                          | Puebla                      | 0.737                       | Tunisia                     |
| 30                          | Guerrero                    | 0.709                       | Uzbekistan                  |
| 31                          | Oaxaca                      | 0.703                       | Bolivia                     |
| Medium Human Development    |                             |                             |                             |
| 32                          | Chiapas                     | 0.692                       | Vietnam                     |